# Cattedrale di San Nicola (Volo)
La cattedrale di San Nicola (in greco Μητροπολιτικός Ναός του Αγίου Νικολάου?) è la cattedrale ortodossa di Volo, in Tessaglia, Grecia, e sede della metropolia di Demetriade e Almyros.

## Storia
La chiesa di San Nicola è stata fondata il 9 dicembre del 1928 e inaugurata il 2 dicembre del 1934 dal metropolita Germanos Dimitriados. La costruzione è opera dell'architetto Aristotelis Zachos ed è stata realizzata sulle fondamenta di una chiesa più antica, costruita tra il 1886-1890 in stile barocco da artigiani italiani su progetto dell'ingegnere italiano Evaristo de Chirico e bruciata il 21 giugno del 1898. La chiesa di San Nicola è stata gravemente danneggiata da un terremoto nel 1980 ed è stata in seguito restaurata nel 1999 utilizzando gli stessi marmi dell'originale.